# Condado de Olmsted
O Condado de Olmsted é um dos 87 condados do estado americano de Minnesota. A sede do condado é Rochester, e sua maior cidade é Rochester. O condado possui uma área de 1 695 km² (dos quais 4 km² estão cobertos por água), uma população de 124 277 habitantes, e uma densidade populacional de 73 hab/km² (segundo o censo nacional de 2000). O condado foi fundado em 1855.